# پرچم سینسینتی
پرچم سینسینتی در ۳ فوریه ۲۰۱۴ پذیرفته شد.